# Lavandera (Cármenes)
Lavandera es una localidad española perteneciente al municipio de Cármenes, en la provincia de León, comunidad autónoma de Castilla y León.

## Geografía

### Localización

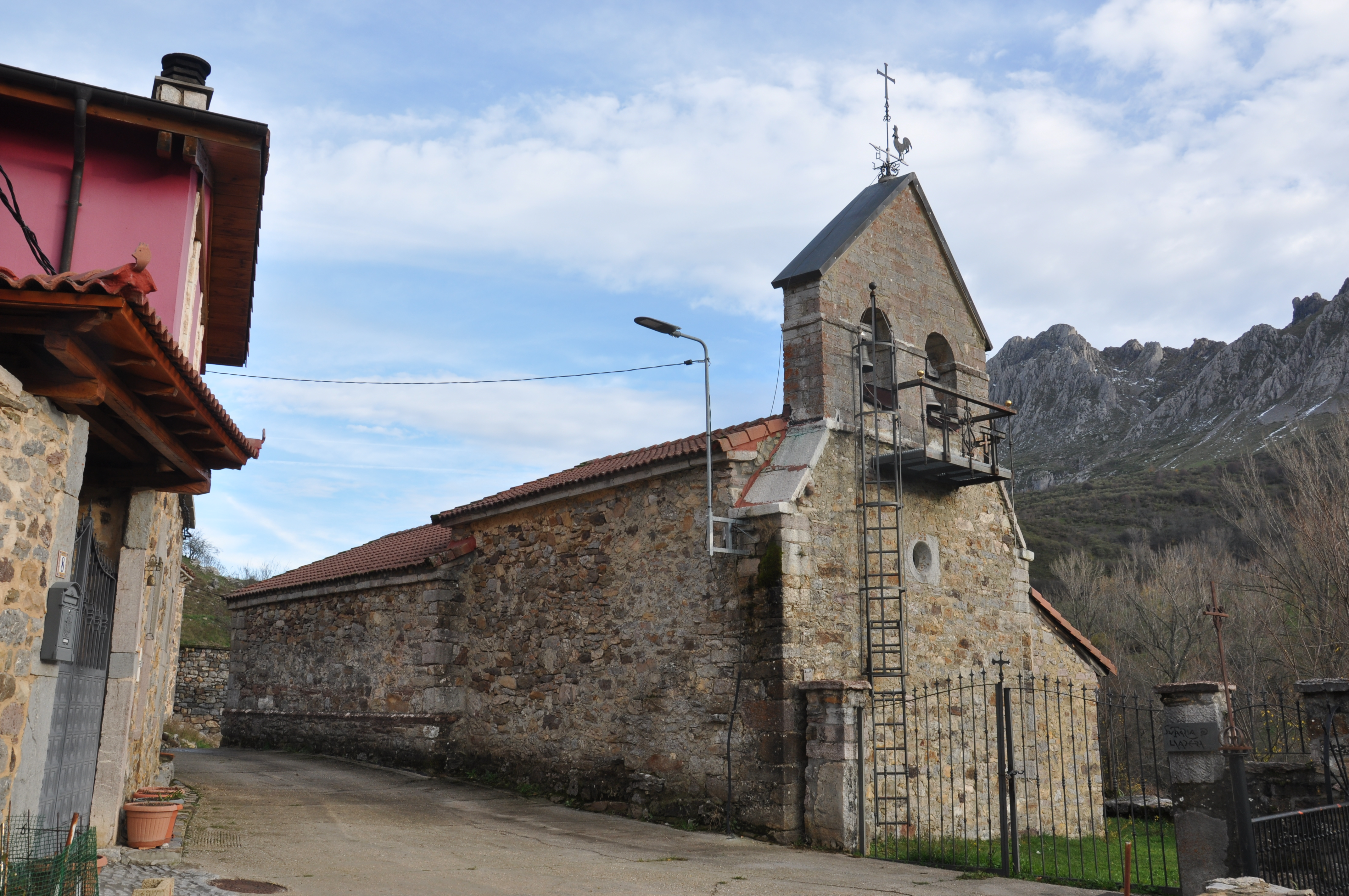
Parroquia de Santa Marina de Lavandera

Lavandera se encuentra en el llamado Vallico; valle que aglomera los pueblos de Valverdín, Pedrosa, Lavandera, Genicera y el desaparecido pueblo de San Esteban de Uvierzo; todos estos dentro de la reserva de la biosfera de Los Argüellos.
| Noroeste: Pontedo | Norte: Canseco | Nordeste: Redilluera (Valdelugueros) |
| Oeste: Pedrosa    |                | Este: Genicera                       |
| Suroeste: Getino  | Sur: Tabanedo  | Sureste: Rodillazo                   |

## Demografía
Evolución de la población
| Gráfica de evolución demográfica de Lavandera entre 2000 y 2024    |
|                                                                    |
| Población de derecho (2000-2023) según el padrón municipal del INE |